# Aken (bóg)
Aken – w mitologii staroegipskiej opiekun łodzi, którą podróżował Ra podczas swej nocnej wędrówki przez świat podziemny.
Przeprowadzał także dusze zmarłych do podziemi. W ciągu dnia pogrążony w głębokim śnie, kiedy potrzebny zmarłym, budzony był przez przewoźnika o imieniu Mahaf.
Aken był przedstawiany jako marynarz stojący na rufie łodzi. Miejscem jego kultu było miasto Ausim, jednak jego świątynia nie zachowała się. Jego imię jest wielokrotnie wymienione w Księdze umarłych.